# Orsa Rovdjurspark

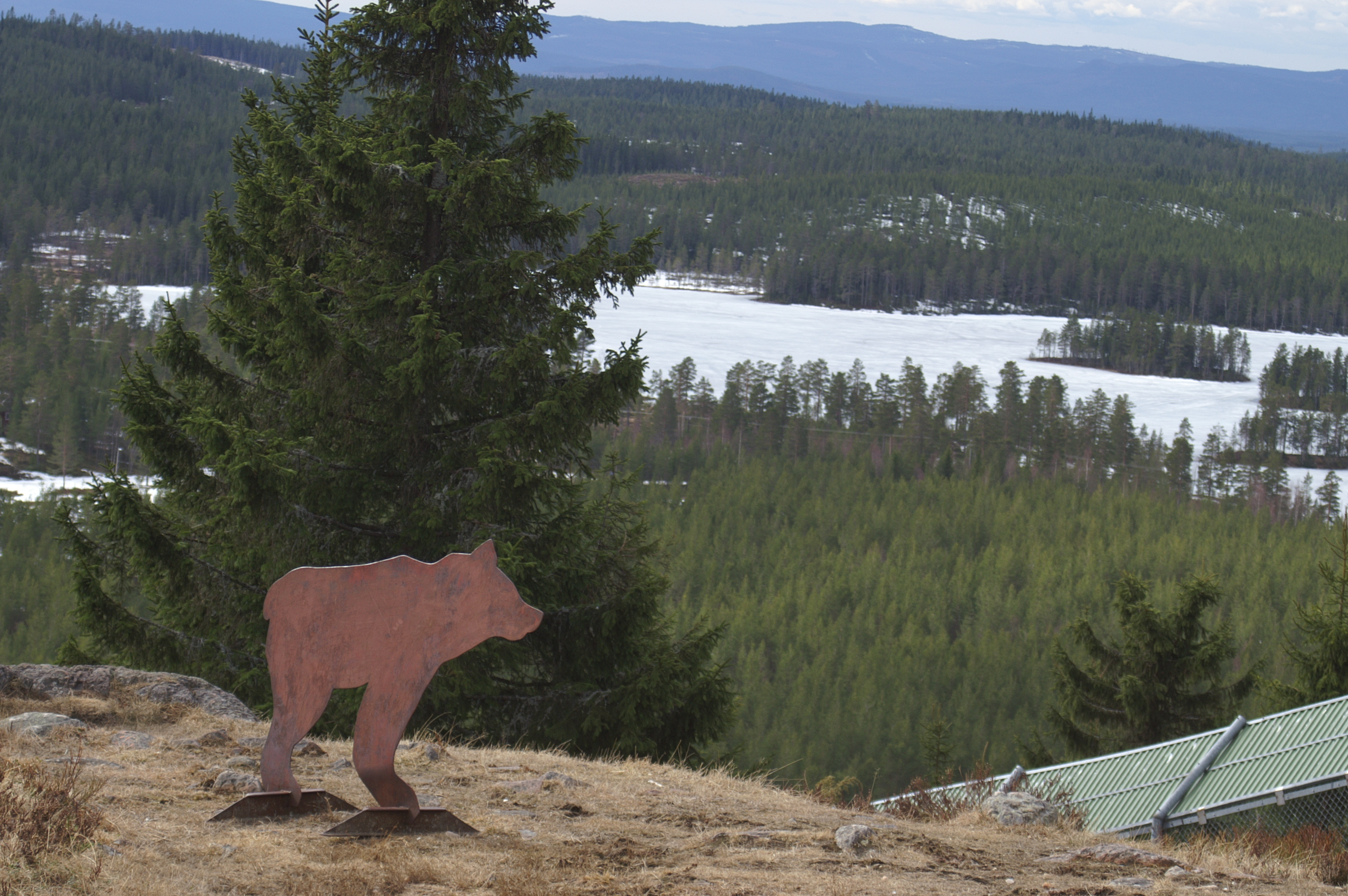
Blick vom Bärenpark zum See

Orsa Rovdjurspark (deutsch Orsa Raubtierpark, ursprünglich Björnpark, deutsch Bärenpark) war der Name eines 1986 eröffneten, auf Raubtiere spezialisierten Zoos in der Gemeinde Orsa in Schweden. Der Park war Bestandteil der Freizeitanlage Orsa Grönklitt, etwa 11 km vom Ort Orsa entfernt.
Am 7. November 2022 wurde der Tierpark wegen mangelnder Einnahmen geschlossen. Die Tiere wurden in anderen Zoos untergebracht.

## Anlagen

### Polar World
Die etwa vier Hektar große Eisbärenanlage Polar World hatte das Ziel, eine europäische Eisbären-Zucht zu etablieren. Bei der Planung wurden europäische Eisbären-Forscher hinzugezogen. Die Tiere wurden ohne direkten Menschenkontakt so artgerecht wie möglich gehalten, zur Abkühlung im Sommer stand eine Schneekanone bereit, die die Landschaft in eine arktische Region verwandeln konnte. Die ersten Bewohner waren Ewa aus Rotterdam und Wilbär aus Stuttgart, der in Schweden Wille genannt wurde. Aus einem Gebäude heraus konnte man die Bären durch Panoramascheiben im Teich beobachten. Das Gelände bot den Tieren viel Auslauf und Rückzugsmöglichkeiten.

### Weitere Anlagen
Neben den Eisbären waren in dem weitläufigen Park weitere Tiere wie Wölfe, Luchse, Braunbären, Kamtschatkabären, Eulen, Leoparden oder Sibirische Tiger zu beobachten.